# 羅湖駅 (深圳市)
羅湖駅（らこえき、ルオフーえき）は中華人民共和国広東省深圳市羅湖区に位置する、深圳地下鉄1号線（羅宝線）の終着駅。

## 歴史
- 2004年12月28日 - 開業。

## 駅構造

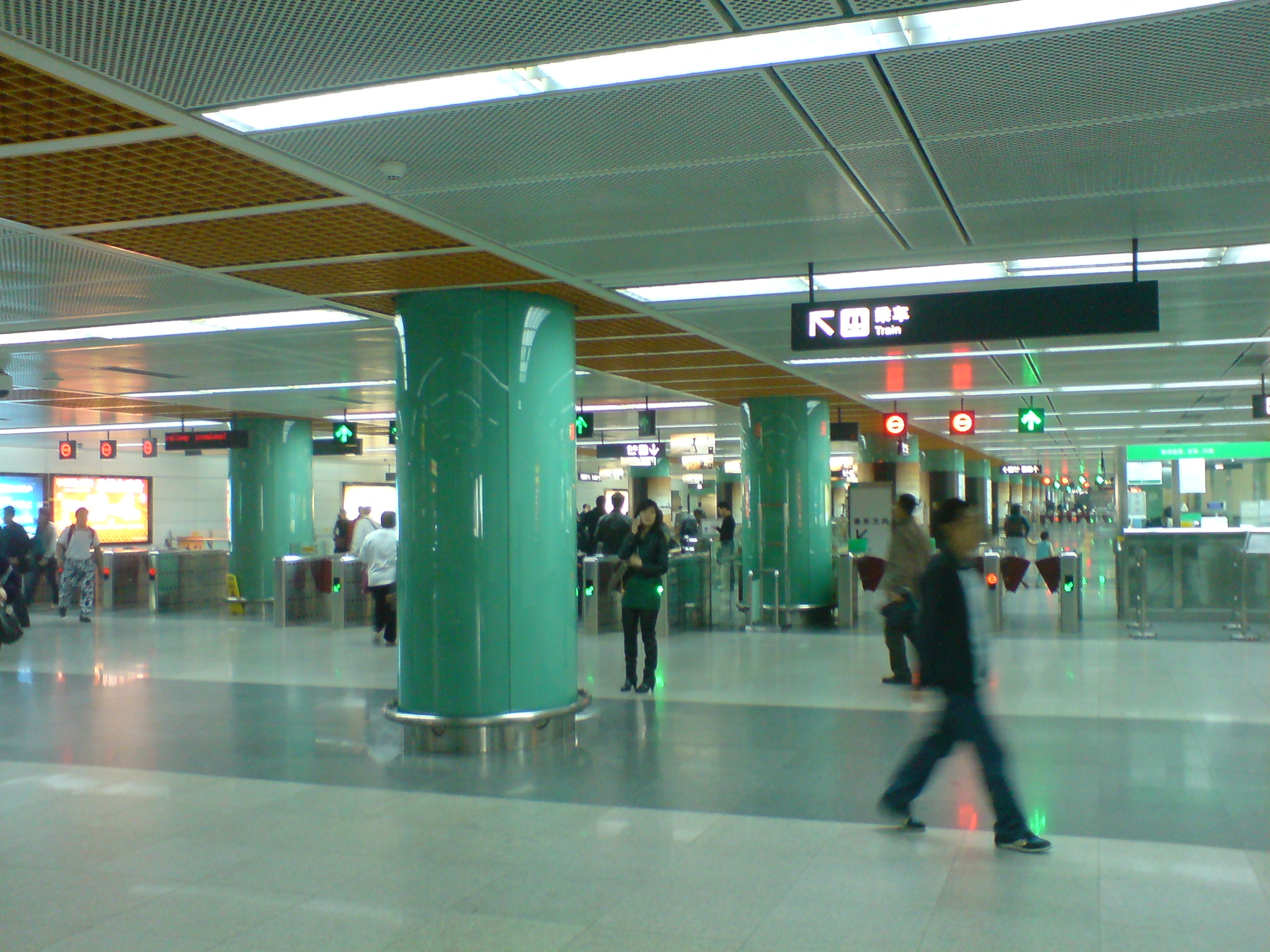
改札口

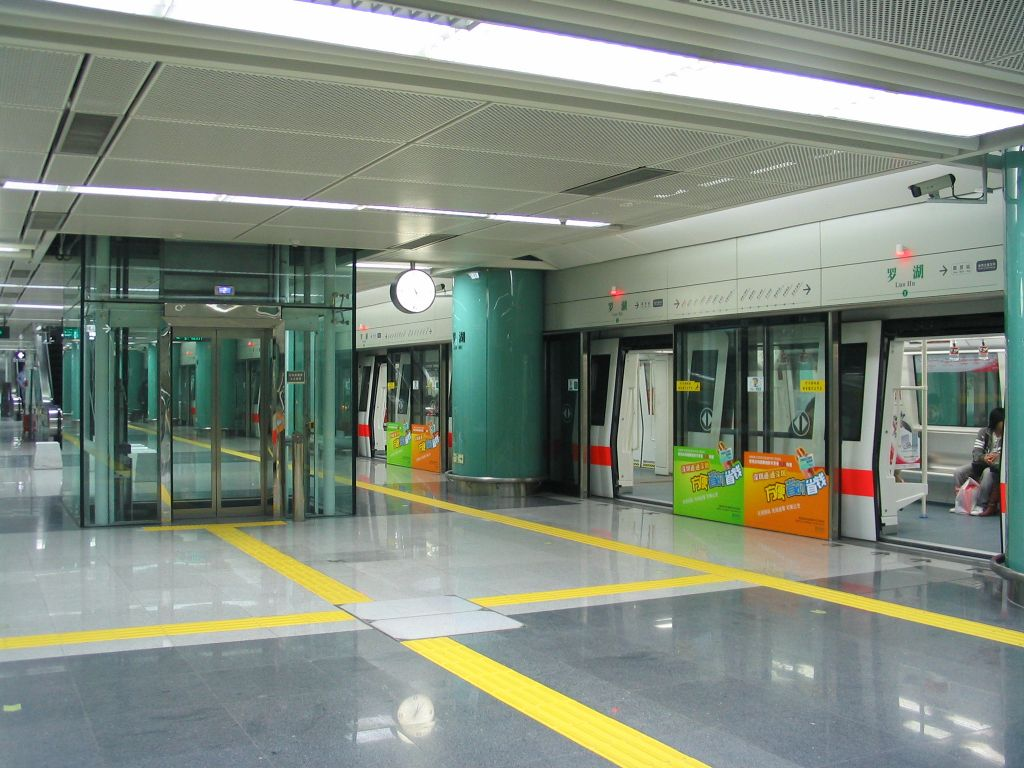
ホーム

島式ホーム1面2線（2・3番線）を単式ホーム1面1線（1番線）と島式ホーム1面2線（4・5番線）で挟み込む、合計3面5線の地下駅。真ん中の島式ホームが乗車専用、その他のホームが下車専用と予備用として使用している。出口はA～Eの5箇所ある。

### のりば
| のりば | 路線             | 行先       |
| ------ | ---------------- | ---------- |
| 1      | ■1号線（羅宝線） | 下車ホーム |
| 2・3   | ■1号線（羅宝線） | 機場東方面 |
| 4      | ■1号線（羅宝線） | 下車ホーム |
| 5      | ■1号線（羅宝線） | 予備ホーム |

## 利用状況
当駅の利用人員は深圳地下鉄の中で老街駅に次いで2番目に多い。

## 駅周辺
| 出口     | 周辺施設                                                                 |
| -------- | ------------------------------------------------------------------------ |
| 出口 · A | 聯検大楼(羅湖口岸)、羅湖長距離バスターミナル、羅湖商業城、華僑旅店       |
| 出口 · B | 市内バスターミナル、タクシー乗り場、羅湖村、廬山酒店、人民南路、沿河南路 |
| 出口 · C | 深圳駅、海関大楼、香格里拉酒店、華民大廈、徳興大廈、建設路、和平路       |
| 出口 · D | 深圳駅西広場、海関大楼、広深線(和諧号)、僑社、福臨大酒店、港城商貿大廈   |
| 出口 · E | 人民南路、建設路、深圳駅東広場、航誠芸都工芸精品商場                     |

## 隣の駅
深圳地下鉄
■1号線（羅宝線）
国貿駅 - 羅湖駅